# Rupert König
Rupert Konrad König (* 3. April 1937 in Berchtesgaden) ist ein ehemaliger österreichischer Amateurboxer im Halbweltergewicht. Er wurde 9-facher Österreichischer Meister und gewann zwei Bronzemedaillen bei Europameisterschaften. Zudem war er Teilnehmer zweier Olympischer Sommerspiele.

## Boxkarriere
Er wurde von 1957 bis 1964, achtmal in Folge Österreichischer Meister im Halbweltergewicht, sowie 1965 Österreichischer Meister im Weltergewicht. Mit neun nationalen Meistertiteln ist er nach Manfred Dimter (14 Titel) und Jürgen König (11 Titel) der erfolgreichste Boxer Österreichs.
Bei der 13. Europameisterschaft 1959 in Luzern, gewann er gegen den Briten Danny O’Brien und den Finnen Väinö Järvenpää, ehe er im Halbfinale gegen den Olympiasieger von 1956 und dreifachen Europameister Wladimir Jengibarjan aus der Sowjetunion unterlag und die Bronzemedaille gewann.
Bei den Olympischen Sommerspielen 1960 in Rom verlor er im Halbweltergewicht, nach einem Freilos in der ersten Runden, in seinem Zweitrundenkampf gegen den späteren Olympiasieger Bohumil Němeček. Bei den Olympischen Sommerspielen 1964 in Tokio, unterlag er gegen den Rumänen Iosif Mihalic.
Auch bei der 16. Europameisterschaft 1965 in Berlin, konnte er die Bronzemedaille gewinnen. Er schlug dabei den Olympiasieger im Leichtgewicht von 1956 Richard McTaggart und diesmal auch den zweifachen rumänischen Olympiateilnehmer Iosif Mihalic, ehe er im Halbfinale gegen den dreifachen Dänischen Meister Preben Rasmussen verlor.
Er war auch Teilnehmer der Europameisterschaften von 1957 in Prag, 1961 in Belgrad und 1963 in Moskau. 1957 gewann er gegen den Deutschen Günther Gohlke, verlor jedoch anschließend gegen den Jugoslawen Ilija Lukić. 1961 besiegte er den DDR-Meister Werner Busse, unterlag jedoch anschließend dem Olympiasieger von 1960 Bohumil Němeček. 1963 unterlag er im ersten Kampf dem Iren Jimmy McNeill.

## Sonstiges
Nach seiner aktiven Karriere wurde er Landes- und Nationaltrainer und kümmerte sich auch um straffällig gewordene Jugendliche.
Sein Sohn Konrad König (* 1961) wurde 8-facher Österreichischer Meister und war Teilnehmer der Olympischen Spiele 1984 in Los Angeles.

## Auszeichnungen
- Silbernes Verdienstzeichen der Republik Österreich